# Stevenssche Potenzfunktion
Die stevenssche Potenzfunktion (nach dem US-amerikanischen Psychologen Stanley Smith Stevens; 1906–1973) beschreibt als Erweiterung des Weber-Fechner-Gesetzes die Beziehung zwischen der menschlichen Empfindungsstärke und der Reizstärke.

## Potenzfunktion
Nähere Untersuchungen der Eingangs-Ausgangs-Funktionen von Sinnessystemen ergaben, dass die logarithmische Beziehung zwischen Empfindungsintensität (bzw. physiologischem Reaktionspotential) und Reizstärke für visuelle, auditive und olfaktorische Modalitäten nur in einem  kleinen Intensitätsbereich gilt.
Dagegen lassen sich die Relationen verallgemeinernd in der von Stevens 1957 aufgestellten Potenzfunktion beschreiben:
{\displaystyle E=k\cdot \left(R-R_{0}\right)^{n}}
mit
E = Empfindungsgröße
k = Proportionalitätskonstante für die Skalierung
R = Reizintensität
R0 = Reizschwellenintensität
n = rezeptorspezifischer Exponent (mit Beispielen)
n > 1: Reaktionsamplitude wächst überproportional
n ≈ 3,5: Elektrische Schocks (60 Hz durch die Finger)
n ≈ 1,45: Schwere von Gewichten
Thermorezeptor
n = 1: Proportionalität von Reizgröße und Rezeptorantwort
n ≈ 1,0: Temperatur (Kälte am Arm)
n < 1: abnehmender Reaktionszuwachs
n ≈ 0,85: Vibration (am Finger)
n ≈ 0,8: Geschmack (Saccharin)
n ≈ 0,6: Lautheit (bezogen auf Schalldruck)
n ≈ 0,33: Helligkeit bei dunkeladaptiertem Auge
n ≈ 0,3: Lautheit (bezogen auf Schallintensität).
Werden Intensitäts- und Größenschätzwert sowie die physikalische Reizgröße in doppellogarithmischen Koordinaten abgetragen, so ergeben sich als Graphen Geraden, deren Steigung dem Exponenten n entspricht.
Der  wichtigste Unterschied zwischen der Stevenschen Potenzfunktion und dem Weber-Fechner-Gesetz besteht in der methodischen Verschiedenheit: Statt der Angabe der „eben erkennbaren Unterschiede“ (Unterschiedsschwellen-Methode) verwendete Stevens eine einfache subjektive (und objektive, s. u.) Verhältnisschätzung nach vorgegebenen Standardreizen, die auch für komplexe Empfindungen anwendbar sind.

## Physiologische Experimente
Physiologische Experimente zeigen, dass dieser Zusammenhang auch für objektive Parameter der Reizverarbeitung gilt.
So besteht eine Korrelation von der Entladungshäufigkeit von Geschmacksafferenzen zur Konzentration von Geschmacksstoffen in Form einer Potenzfunktion. Den Versuchspersonen wurden Zitronensäure- und Zuckerlösungen zum Schmecken dargeboten. Sie hatten anzugeben, um wie viel Mal stärker die Testlösung im Vergleich zur Standardlösung schmeckte.
Der unmittelbare Vergleich der subjektiven und objektiven Reizantworten war möglich, weil die Untersuchungen bei einem schwerhörigen Patienten während einer Mittelohroperation (Stapes-Mobilisation) mit freigelegten Geschmacksnerven in der Chorda tympani (einem Ast des Nervus facialis, VII. Hirnnerv) bei Lokalanästhesie durchgeführt wurden. Von diesen Fasern konnten Aktionspotentiale abgeleitet und so die objektive neuronale Antwort auf Geschmacksreize verschiedener Intensität mit den subjektiven Empfindunsgsstärken verglichen werden.